# Hermann Döbler
Hermann Döbler (ur. 28 października 1922 w Rynicy; zm. 15 czerwca 1965 w Berlinie) – mieszkaniec Berlina Zachodniego zastrzelony przez żołnierzy wojsk granicznych NRD wskutek omyłkowego naruszenia wodnej granicy z Berlinem Wschodnim i zaliczany tym samym do ofiar śmiertelnych Muru Berlińskiego.  

## Życiorys
Urodzony w 1922 r. w leżącej niedaleko Gryfina miejscowości Rynica (wówczas Roderbeck) Döbler powołany został w wieku 18 lat do odbycia służby wojskowej w szeregach Wehrmachtu. Pod koniec drugiej wojny światowej znalazł się w Berlinie, gdzie początkowo nie posiadając kwalifikacji pracował jako posłaniec, po czym został samodzielnym handlowcem. Mieszkał w wynajętym pokoju w radzieckim sektorze miasta, w 1949 r. poznał swoją żonę Irene, z którą miał trójkę dzieci. W późniejszym okresie rozbudował w Eberswalde firmę spedycyjną, potem rodzina przeniosła się do wschodnioberlińskiej dzielnicy Karlshorst, gdzie żyła z prowadzenia warsztatu samochodowego. W 1958 r. w związku z udzieleniem młodej kobiecie pomocy w ucieczce do Berlina Zachodniego skazany został na karę sześciu miesięcy pozbawienia wolności. Pomimo odbycia kary, z uwagi na dochodową działalność gospodarczą nie napotkał ze strony władz NRD jakichkolwiek przeszkód w poruszaniu się pomiędzy sektorami, co pozwoliło mu w 1960 r. przejąć kompleks garażowy w leżącej po zachodniej stronie miasta dzielnicy Steglitz, gdzie rozbudował filię swojego warsztatu oraz służbowe mieszkanie. Budowa Muru Berlińskiego oddzieliła go w ten sposób od rodziny, która uciekła na Zachód dopiero w 1962 r. ukryta na skrzyni ciężarówki. Jako że niedługo potem małżeństwo Döblera legło w gruzach, żona zdecydowała się powrócić wraz z dziećmi do Berlina Wschodniego.   

## Okoliczności śmierci
15 czerwca 1965 r. Döbler udał się w towarzystwie 21-letniej Elke Märtens na przejażdżkę motorówką. Para przepłynęła z jeziora Wannsee do Haweli, a potem poprzez jezioro Griebnitzsee do Teltowkanal, którego koryto należało częściowo do terytorium NRD. Zauważywszy na wodzie zapory graniczne Hermann Döbler zamierzał po ich osiągnięciu zawrócić w stronę Berlina Zachodniego, nie wiedział jednak, iż właściwy obszar granicy zaczyna się już w promieniu 100 metrów przed nimi. Prowadzoną przez Döblera motorówkę obserwowało z usytuowanej na południowym brzegu kanału wieży strażniczej dwóch żołnierzy wojsk granicznych. Zauważywszy dawane rękami przez kierującego znaki, poczuli się sprowokowani, w związku z czym postanowili „zniszczyć intruza“. Jeden z wartowników otworzył bez ostrzeżenia ogień, nie przerywając go nawet, kiedy motorówka zawróciła w kierunku Berlina Zachodniego. Trafiony czterema kulami w kolano, tułów i głowę Hermann Döbler zginął na miejscu. Elke Märtens otrzymała postrzał w głowę powodujący trwałe kalectwo. 

## Następstwa
Wydarzenie spowodowało w Berlinie Zachodnim publiczne poruszenie. W lokalnej prasie ukazały się całostronicowe relacje o incydencie. Sprawujący urząd burmistrza miasta Willy Brandt nazwał przypadek „wyrachowanym morderstwem”. W pogrzebie Hermanna Döblera wzięło udział ponad 1000 osób. Po wschodniej stronie miasta natomiast, na mocy propagandy NRD dziennikarz i publicysta Karl-Eduard von Schnitzler rozpowszechniał informacje o prowokatorskiej działalności ofiary oraz wielokrotnych próbach zamachu na granicę państwową czy pomocy w ucieczce na Zachód.   
Po zjednoczeniu Niemiec prokuratura państwowa w Berlinie wszczęła śledztwo przeciwko dwóm strzelającym żołnierzom oraz ich przełożonemu, zarzucając niniejszym próbę usiłowania zabójstwa oraz zabójstwo. Wyrok zapadł 16 listopada 1993 r., będąc tym samym jednym z najwyższych spośród wszystkich w procesach pełniących służbę na Murze Berlińskim żołnierzy: na jego mocy sąd skazał sprawcę śmiertelnych strzałów na sześć lat pozbawienia wolności, uzasadniając wyrok celowym i świadomym działaniem oskarżonego.